# Rybaki (powiat kartuski)
Rybaki, historycznie Fiszerowa Huta, Fiszerowo, dodatkowa nazwa w języku kaszubskim Rëbackô Hëta, (niem. Fischershütte) – wieś kaszubska w Polsce położona w województwie pomorskim, w powiecie kartuskim, w gminie Somonino, przy drodze krajowej nr 20 Stargard Szczeciński - Szczecinek - Gdynia.
W latach 1975–1998 miejscowość położona była w województwie gdańskim.

## Nazwa miejscowości
Nazwa jest dość prosta do objaśnienia. Pierwszy trzon historycznej nazwy Fiszerowa Huta pochodzi od odzawodowego nazwiska niemieckiego Fischer, czyli 'rybak'. Człon Huta oznacza, że karczując las pod osadę, wytapiano tu smołę z pni drzewnych. W okresie międzywojennym (1920-1939) używano już nazwy współczesnej Rybaki, która powstała przez przetłumaczenie pierwszego członu nazwy Fischer na polskie 'rybak'. Dodatkowo nawiązano do polskich nazw służebnych w liczbie mnogiej, związanych z konkretnymi grupami zawodowymi typu Garbary, Złotniki czy Łagiewniki.

## Historia miejscowości
Wieś lokowana w XVII w. przez starostów kościerskich poprzez osadzenie w niej Niemców wyznania ewangelickiego. Osadnicy prócz łożenia na utrzymanie swojego pastora zostali w roku 1650 przez starościnę kościerską Sybillę Małgorzatę Denhoffową zobowiązani także do opłat na rzecz katolickiego proboszcza kościerskiego w wysokości 3 korców żyta i 3 owsa. W roku 1686 zostali wymienieni mieszkańcy osady: sołtys Krystian Kruzyn, karczmarz Bartel Cuba i gburzy: Jochim Walbor, Michał Klawiter, Marcin Kur i Krystian Angler.
W roku 1772, po I rozbiorze Polski, włączona do Królestwa Prus.
Na koniec 1892 r. wieś zamieszkiwało 166 Niemców (prócz 1 osoby sami ewangelicy) i 5 Kaszubów katolików. W roku 1910 liczba mieszkańców wzrosła do 241, w tym 202 Niemców i 39 Kaszubów.
Od 1920 r., na bazie postanowień wersalskich, w granicach Polski (z przerwą na lata II wojny światowej).
Po zakończeniu II wojny światowej w 1945 r. dominująca do tego czasu w miejscowości ludność niemiecka została wysiedlona, a jej miejsce zajęła w głównej mierze ludność kaszubska z okolicznych wsi.